# Anisopodus conspersus
Anisopodus conspersus es una especie de escarabajo longicornio del género Anisopodus, tribu Acanthocinini, subfamilia Lamiinae. Fue descrita científicamente por Aurivillius en 1922.

## Descripción
Mide 5-6 milímetros de longitud.

## Distribución
Se distribuye por Bolivia, Guayana Francesa y Perú.